# Just the Way You Are (Bruno-Mars-Lied)

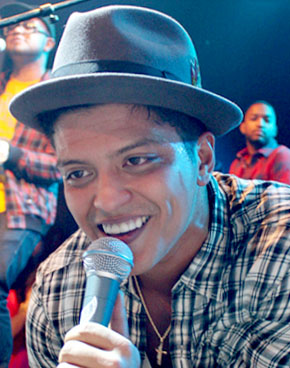
Bruno Mars bei einem Auftritt in Nevada im September 2010.

Just the Way You Are ist ein Popsong aus dem Jahr 2010. Der von Bruno Mars interpretierte Song wurde als erste Auskopplung aus seinem Debütalbum Doo-Wops & Hooligans ein Nummer-eins-Hit in den Vereinigten Staaten und weiteren Ländern. Mars erhielt für das Lied einen Grammy für die beste Popdarbietung des Jahres.

## Entstehung
Der Song wurde von „The Smeezingtons“ alias Bruno Mars, Philip Lawrence und Ari Levine, Khalil Walton und Needlz geschrieben. Mars berichtete, er habe Monate gebraucht, den Song zu schreiben und dabei nicht an etwas Tiefes oder Poetisches gedacht, sondern nur eine Geschichte erzählen wollen („Sei bereit, dich zu verlieben!“). Er fügte hinzu: „Ich bin ein großer Fan von Liedern wie Joe Cockers You Are So Beautiful und Eric Claptons Wonderful Tonight; es gibt keine irrsinnigen Texte oder Wendungen in der Geschichte – sie kommen direkt aus dem Herzen, und für mich ist Just the Way You Are einer dieser Songs. Ich sage einfach einer Frau, dass sie schön ist, und, seien wir ehrlich, welche Frau will das nicht hören?“ Aaron Bay-Schuck von Atlantic Records, der für die Suche nach Songs und Songschreiber mitverantwortlich war, sagte, dass sofort nach der Aufnahme feststand, dass dies die erste Single-Auskopplung werden würde: „Es hat eine eingängige Melodie und einen eingängigen Refrain. Es hat alles, was wir uns für eine erste Single wünschten.“
Just the Way You Are wurde in den Larrabee Sound Studios in Hollywood von Manny Marroquin aufgenommen. Ari Levine und Bruno Mars spielten alle Instrumente. Levine war auch für die Abmischung des Songs in den Levcon Studios in Kalifornien verantwortlich. Das Stück war die erste Solo-Veröffentlichung von Bruno Mars. Das Musikvideo hatte am 8. Oktober 2010 Premiere.

## Kommerzieller Erfolg

### Chartplatzierungen
In den deutschsprachigen Ländern konnte sich der Titel sofort unter den ersten drei der Verkaufscharts platzieren. Zuvor war Bruno Mars lediglich an der Seite von B.o.B und Travie McCoy in den Charts notiert gewesen. Das Lied erreichte am 2. Oktober 2010 Platz eins der Billboard Hot 100. In Deutschland verfehlte Just the Way You Are mit Rang zwei nur knapp die Chartspitze, konnte sich jedoch zwei Wochen an der Spitzenposition der Airplaycharts platzieren.
| ChartsChartplatzierungen       | Höchstplatzierung | Wochen |
| ------------------------------ | ----------------- | ------ |
| Deutschland (GfK)              | 2 (48 Wo.)        | 48     |
| Österreich (Ö3)                | 1 (35 Wo.)        | 35     |
| Schweiz (IFPI)                 | 3 (40 Wo.)        | 40     |
| Vereinigte Staaten (Billboard) | 1 (48 Wo.)        | 48     |
| Vereinigtes Königreich (OCC)   | 1 (66 Wo.)        | 66     |

| ChartsJahrescharts (2010)      | Platzierung |
| ------------------------------ | ----------- |
| Deutschland (GfK)              | 32          |
| Österreich (Ö3)                | 53          |
| Schweiz (IFPI)                 | 64          |
| Vereinigte Staaten (Billboard) | 18          |
| Vereinigtes Königreich (OCC)   | 3           |

| ChartsJahrescharts (2011)      | Platzierung |
| ------------------------------ | ----------- |
| Deutschland (GfK)              | 40          |
| Österreich (Ö3)                | 29          |
| Schweiz (IFPI)                 | 28          |
| Vereinigte Staaten (Billboard) | 15          |
| Vereinigtes Königreich (OCC)   | 67          |

| ChartsJahrescharts (2010–2019) | Platzierung |
| ------------------------------ | ----------- |
| Vereinigte Staaten (Billboard) | 22          |
| Vereinigtes Königreich (OCC)   | 55          |

### Auszeichnungen für Musikverkäufe
| Land/Region                  | Auszeichnungen für Musikverkäufe (Land/Region, Auszeichnung, Verkäufe) | Verkäufe   |
| ---------------------------- | ---------------------------------------------------------------------- | ---------- |
| Australien (ARIA)            | 7× Platin                                                              | 490.000    |
| Belgien (BRMA)               | Platin                                                                 | 30.000     |
| Dänemark (IFPI)              | 3× Platin                                                              | 270.000    |
| Deutschland (BVMI)           | 5× Gold                                                                | 750.000    |
| Frankreich (SNEP)            | —                                                                      | 45.200     |
| Irland (IRMA)                | Platin                                                                 | 15.000     |
| Italien (FIMI)               | 2× Platin                                                              | 100.000    |
| Japan (RIAJ)                 | Gold                                                                   | 100.000    |
| Kanada (MC)                  | Diamant                                                                | 800.000    |
| Mexiko (AMPROFON)            | Platin                                                                 | 60.000     |
| Neuseeland (RMNZ)            | 7× Platin                                                              | 210.000    |
| Österreich (IFPI)            | Platin                                                                 | 30.000     |
| Portugal (AFP)               | 4× Platin                                                              | 40.000     |
| Spanien (Promusicae)         | 3× Platin                                                              | 180.000    |
| Schweiz (IFPI)               | Platin                                                                 | 30.000     |
| Südkorea (KMCA)              | —                                                                      | 176.784    |
| Vereinigte Staaten (RIAA)    | 13× Platin                                                             | 13.000.000 |
| Vereinigtes Königreich (BPI) | 5× Platin                                                              | 3.000.000  |
| Insgesamt                    | 2× Gold · 41× Platin · 2× Diamant ·                                    | 19.266.984 |

Hauptartikel: Bruno Mars/Auszeichnungen für Musikverkäufe

## Remix und Coverversionen
Bei der Remixversion des Lieds wirkte der Rapper Lupe Fiasco mit. Die US-amerikanische Rockband Pierce the Veil coverte Just the Way You Are und veröffentlichte den Song über die Punk-Goes-Pop-4-Compilation bei Fearless Records.